# Jude Speyrer
Jude Speyrer, né le 14 avril 1929 à Leonville en Louisiane (États-Unis) et mort le 21 juillet 2013 à Opelousas (Louisiane), est un prélat catholique américain.

## Biographie
Jude Speyrer  est ordonné prêtre en 1953. En 1980, il devient le premier évêque de Lac Charles, en Louisiane. Il prend sa retraite en 2000.

## Sources
- Profil sur Catholic hierarchy